# Marista Rugby Club
El Marista Rugby Club es un club de rugby de la provincia de Mendoza. Fundado en 1961, se ha convertido en uno de los mejores de la Unión de Rugby de Cuyo, ganando el título provincial en 26 oportunidades.

## Historia
Ganaron la mayoría de los torneos que jugaron desde su fundación.
El Marista Rugby Club fue fundado en la ciudad de Mendoza en 1961 por el hermano Marista Primo Brunato. El plantel del equipo fundador estaba integrado por Donna, Zannoni, Alund, DiRaimondo, Matheu, González, Olarte, Pou, Sáez, Alcalde, Sierra, Bertetto, Chiapetta, Poujade, Cámpora, Guignet, Orquín, Mosso, Nassazi, Decurgez, Jack, Filomía, Luna y Pérez. Comenzó a competir en la cuarta división, y en el año 1963 se consagró campeón de cuarta división del torneo de la Unión de Rugby de Cuyo. El campo de juego propio se ubicaba en la Villa Marista de El Challao. Posteriormente el club se trasladó a nuevas instalaciones en La Carrodilla, Luján de Cuyo, en las afueras de la ciudad.
Principalmente conocido por la práctica del rugby, en el club se juega también hockey.
El club tiene fuertes vínculos con otros clubes Maristas del país: Club Champagnat y Club Manuel Belgrano de Buenos Aires, Club San Luis de La Plata y Sporting de Mar del Plata, con los que participa en el torneo anual Copa Marista.

## Rugby
Llegó a la primera división en 1964 y obtuvo el título en 1966. Desde ese año hasta 1972 obtuvo siete títulos consecutivos.
En 1963 obtuvo el ascenso a segunda división y a primera en 1964. En 1965 obtuvo el cuarto puesto y al siguiente año, bajo la dirección de Jorge Alberto Pillado Saavedra, obtuvo el campeonato por primera vez. Sería el primero de una seguidilla de siete títulos seguidos: 1966, 1967, 1968, 1969, 1970, 1971 y 1972, etapa en que disputaría exitosamente el liderazgo de la Unión de Rugby de Cuyo con el Amancay de San Juan. Los integrantes del primer equipo campeón fueron Carlos Bertetto, Raúl Navesi, Miguel Setién, Carlos González, Oscar Bempo, Gregorio Alund, Juan Pou, Enrique Casale, Armando Bertranou, Luis Valent, Julio Filomía, Jorge Hernández, Arturo Carbajal, Rodolfo Battistozzi,  Ricardo Tarquini, César Magnani, Juan Schilardi y José L. Castro.
Desde su fundación ganó en 26 oportunidades el título provincial cuyano. Fue campeón del primer Torneo Nacional de Clubes en el año 1973, derrotando en la final al Club Banco Nación. Llegó a la final del Torneo del Interior A en dos oportunidades, 1998 y 2019, perdiendo con Jockey Club de Córdoba y Gimnasia y Esgrima de Rosario respectivamente. También en el año 2019 alcanzó el tercer puesto en el Torneo Nacional de Clubes, cayendo en semifinales ante el posterior campeón Hindú Club. 

### Palmarés
- Unión de Rugby de Cuyo
  -  Ganadores (27): 1966, 1967, 1968, 1969, 1970, 1971, 1972, 1974, 1976, 1978, 1979, 1980, 1981, 1983, 1984, 1987, 1995, 1998, 1999, 2000, 2006, 2011, 2015, 2019, 2021, 2023 y 2024 [5]
- Torneo Nacional de Clubes
  -  Campeón (1): 1973.
- Torneo del Interior A
  -  Subcampeón (2): 1998, 2019.
- Torneo del Interior B
  -  Subcampeón (2): 2013, 2022.